# S. B. Elliott State Park Day Use District
Ne doit pas être confondu avec S. B. Elliott State Park Family Cabin District.
Le S. B. Elliott State Park Day Use District est un district historique du comté de Clearfield, en Pennsylvanie, aux États-Unis. Situé au sein du parc d'État S. B. Elliott, ce district emploie le style rustique du National Park Service. Il est inscrit au Registre national des lieux historiques depuis le 11 février 1987.